# Жако
Жако или сив папагал (Psittacus erithacus) е вид папагал, един от двата в род Psittacus. Жако е сред петте папагала, които най-добре имитират човешката реч, заедно с мъжките вълнисти папагали.

## Описание
Жако са средно големи сиви папагали с черен клюн. Обикновено тежат около 400 грама и достигат 33 cm дължина, а размахът на крилете им е 46 – 52 cm. По главата и крилете оперението е по-тъмно сиво, докато оперението по тялото има лек бял ръб. Опашката е червена. Поради селекцията на развъдчиците на папагали, някои папагали жако са частично или напълно червени. Полов диморфизъм не се наблюдава.
В клетка папагалите жако се отглеждат поединично. Отглеждането по двойки не се препоръчва на любителите, които биха искали да си „събеседват“ със своите птици. Характерно за жакото е, че тази птица се привързва само към един човек. Както и другите птици, така и този папагал се скубе и става стеснителен. Понякога става болезнено чувствителен, нещо, което може да се избегне ако му се предложат сигурност, подходяща среда и постепенни промени в живота му. Ако тези условия са на лице, отглеждането ще бъде оптимално.
Всички папагали жако са много консервативни. Те са склонни да се привързват към „своето място“ и реагират болезнено на всяка промяна. Нещо повече, дори незначителните промени в привичната им обкръжаваща среда, силно ги нервира.

## Разпространение
Папагалите жако произхождат от Африка. Те се срещат в широки географски граници от Кот д'Ивоар до северозападна Танзания. Популациите по света намаляват. Видът като цяло предпочита гъсти гори, но може да се срещне и в крайните райони на горите или в саванни гори.
Проучване от 2015 г. стига до извода, че видът е практически елиминиран в Гана, като бройките му са намалели с 90 – 99% от 1992 г. насам. Папагалът е намерен само в 10 от 42 гори, а три убежища, в които някога са живели по 700 – 1200 птици, днес са дом на едва 18. Местните хора винят търговията с папагали и обезлесяването.

## Хранене
Едно от най-важните неща при храненето са вредните храни.
Такива са:авокадо(никога не давайте-отровно), гъби, шоколад, лук и чесън, суров или накиснат боб(съдържа токсин),сол, алкохол(отровно).
Жакото се нуждае от много разнообразна диета. Зърнените смески са само малка част от тяхното меню. Поради това, че са склонни към затлъстяване, трябва да се внимава със слънчогледовите семки, фъстъците и различните ядки. Не трябва папагалът да получава повече от 1 – 2 фъстъка на ден. Птиците извличат нужните витамини от плодовете, зеленчуците и зеленината. Ето защо е много важно плодове и зеленчуци да се дават всекидневно. Подходящи плодове за жакото са: киви, ябълка, манго, папая, грозде, портокали, боровинки, къпини, малини, ягоди. Подходящи зеленчуци са: моркови, зеле, айсберг, чушки, броколи, карфиол, картофи,  грах, царевица, зелен фасул, рукола.

## Размножаване
В домашни условия папагалите жако се размножават доста рядко. Основната причина за това е трудността при подбора на подходяща двойка, тъй като са моногамни. Птиците, които дълго са живели сами, както и дивите птици, не са подходящи за размножаване. Ако двойката е подбрана удачно, с настъпването на гнездовия сезон може да се наблюдава брачен ритуал. В продължение на пет минути самецът и самката издават характерни звуци, след което мъжкия храни женската и всичко се повтаря отначало. Брачният ритуал продължава няколко дни. 15 – 20 дни след неговото начало в гнездото се появяват 3 – 4 яйца, които самката снася в интервал от два дни. Пиленцата се излюпват на 30-ия ден от мътенето, а излитат на възраст 10 седмици, като родителите ги хранят още известно време. Младите птици могат да бъдат отглеждани заедно с родителите си до следващия гнездови сезон, тъй като това не води до сериозни конфликти.